# یونگیوئله
یونگیوئله (روسی: Юнгюэле) یک رودخانه در استان یاقوتستان کشور روسیه است.